# ایلاریا بیانچی
ایلاریا بیانچی (به انگلیسی: Ilaria Bianchi) (زادهٔ ۶ ژانویهٔ ۱۹۹۰) شناگر اهل ایتالیا است.